# Lovetj (provins)
Lovetj er en af de 28 provinser i Bulgarien, beliggende i den centrale del af landet, grænsende op til syv andre provinser, blandt andet Sofia og Stara Zagora. Provinsen har et areal på 4.128 kvadratkilometer og et indbyggertal (pr. 2009) på 163.806.Folketællingen 7. september 2021 viste et indbyggertal på 116.394 i provinsen. Klik på referencen under indledningen i artiklen om Bulgarien for resultat af folketælling.
Lovetjs hovedstad er byen Lovetj, der med sine ca. 48.000 indbyggere også er provinsens største by. Af andre store byer kan nævnes Trojan (ca. 26.000 indbyggere), Teteven (ca. 12.000 indbyggere) og Lukovit (ca. 11.000 indbyggere). Provinsen har en overvejende etnisk bulgarsk befolkning, men også fem procent tyrkere og fire procent romaer.